# Эфебифобия
Эфебифо́бия (греч. ἔφηβος — юность, греч. φόβος — страх, фобия) — один из видов фобии: иррациональный страх и отвращение к подросткам.
Термин, вероятно, был впервые употреблён Кирком Астротом в 1994 году. В настоящее время используется социологами, правительственными агентствами и адвокатами.
Одна из причин возникновения фобии — личностные мотивы, но в большинстве случаев она связана с определённой неприятной ситуацией, имеющей отношение к общению с подростками.
Для лечения данной фобии можно использовать психотерапевтические методы, в том числе, когнитивно-поведенческую психотерапию, или гипноз. Лечение заключается в определении пациентом фактора, явившегося причиной иррационального страха к подросткам, и выяснения, когда он возник впервые.